# 加藤眞
加藤 眞（かとう しん、1941年12月13日 - ）は、日本の実業家、エンジン技術者、レーシングカーデザイナーである。
株式会社サードの会長兼社長、株式会社シグマオートモーティブ会長、株式会社シグマ商事会長。父はトヨタ自動車販売社長加藤誠之。

## 概要
1941年12月千葉県市川市に生まれる。
1965年日本大学理工学部工業経営学科（現・生産工学部）を卒業し、この当時父誠之（）がトヨタ自動車販売で副社長であり「トヨタでもレースをやるようだから、そっちへ行ったらどうか」と入社を勧め、1965年4月トヨタ自動車工業（現トヨタ自動車）に入社し試作課（後に車両試験課に改名）配属となった。トヨタ社員時代の研修で、キャロル・シェルビーの元でレースシリーズに同行しエンジニアリングとレースチーム運営のノウハウを学ぶ。レース用エンジンコンストラクターになるのが夢で、1960年代後半にはトヨタ・2000GTやトヨタ・7のエンジン開発を担当していた製品企画室第七技術部に所属{するなどある程度夢を実現させていたが、アメリカ合衆国で大気浄化法が1970年に改正（マスキー法）されて自動車メーカーがその対策に多くの人員と予算を割かれるようになってモータースポーツから手を引き始め、会社がレースを止めるなら自分でチームを作れば良いと考え1972年11月トヨタ自動車工業を退社し1972年12月シグマ・オートモーティブ（現サード）を設立した。
日本人として初となる1973年のル・マン24時間レースにはトヨタのエンジンを前提としてエントリーしたが突然入手できなくなり、石原慎太郎（当時衆議院議員）を介して松田耕平（当時マツダの社長）を紹介してもらい、マツダオート東京チューンのワークス用エンジン2基を50万円で借り受け、富士グランチャンピオンレース用の自動車を改造したシグマ・MC73に搭載して参戦、この時はトランスミッショントラブルでリタイヤとなったもののトランスミッションの緊急手配を通じてマツダオート東京の大橋孝至と知り合った。
1974年のル・マン24時間レースには、富士グランチャンピオンレース用自動車の改造では限界があると感じ、グラウンド・エフェクト・カーであるシグマ・MC74を新造した。その際加藤はエンジンの専門家ではあってもレースの専門家ではなかったので、大橋にチームの運営を依頼、ル・マンに引き入れたことが、日本のル・マンブームの原点ともなった。この時は24時間持たせるために徹底的に補強し100 kgも重くなった。周回数は155周に過ぎず正式な完走扱いにはならなかったが、最後まで走行した。
1975年のル・マン24時間レースには自らチューンしたトヨタ・2TG型ターボエンジンを搭載したシグマ・MC75で参戦、序盤こそ10位前後を走る健闘を見せたが油圧が低下し2時間以上に渡り修理したがトラブルが再発、リタイヤとなった。「3回の挑戦でカネを使い果たした。借金をしてまで続ける気はなかった」とその後当分加藤の名前はレース界から消えた。
1985年にサードを設立してレース界に復帰した。

## 開発車両

### レーシングカー
- シグマ・MC73
- シグマ・MC74
- シグマ・MC75
- サード・MC86X/トヨタ
- サード・MC8-R

### スポーツカー
- サード・MC8

### 船舶
- Cleaver21
- Cleaver23

### 飛行機
- サード・SA4N